# Ciénega
Ciénega – miasto w Kolumbii, w departamencie Boyacá.